# ترژیچ دوبرپولژه
ترژیچ دوبرپولژه (به لاتین: Tržič, Dobrepolje) یک زیستگاه انسانی در اسلوونی است که در Dobrepolje Municipality واقع شده‌است.

## خصوصیات
ترژیچ دوبرپولژه ۰٫۸۹ کیلومترمربع مساحت و ۲۴ نفر جمعیت دارد و ۴۱۸٫۶ متر بالاتر از سطح دریا واقع شده‌است.